# 艾居晦
艾居晦（?—?），唐文宗时明经進士。工书法。
開成二年（837年），艾居晦與陳玠等人刻《周易》、《尚书》、《毛诗》、《周礼》、《仪礼》、《礼记》、《春秋左氏传》、《公羊传》、《穀梁傳》、《孝经》、《论语》、《尔雅》等十二種儒家經典立於長安國子監內，經文共刻於一百一十四座碑石上，史稱《開成石經》。